# برون‌ریزی (روان‌شناسی)
برون‌ریزی (به انگلیسی: Acting out) یک اصطلاح روانشناختی در مباحث مربوط به مکانیسم‌های دفاع روانی و کنترل خود است، این اصطلاح به زبان ساده یعنی به جای تحمل و مدیریت امیال خود، از روی هوس عمل کرد و به سخن دیگر بوالهوس بود. عمل انجام شده معمولاً ضد اجتماعی بوده و ممکن است به شکل اقداماتی در پی تکانش‌های اعتیاد (مانند نوشیدن، مصرف مواد مخدر یا سرقت) یا (اغلب ناخودآگاه یا نیمه آگاهانه) برای جلب توجه (به عنوان مثال کج‌خلقی یا رفتارهای بی‌پروا) صورت پذیرد. برون‌ریزی معمولاً در مقابل اصطلاح درون‌ریزی که رفتاری مخالف آن است، تعریف می‌شود. 

عموماً استفاده از این واژه برای اعمالی صورت می‌پذیرد که خود تخریب‌گر یا دیگر تخریب‌گر بوده و احتمالاً مانع ایجاد واکنش سازنده‌تر به احساسات مورد نظر شود. این اصطلاح به این معنی، در درمان اعتیاد جنسی، روان درمانی، جرم‌شناسی و والدگری کاربرد دارد.
- البته در معنی نقش بازی کردن (آکتوری)، درون ریزی و برون ریزی با هم تفاوت دارند. درون ریزی شامل نقش بازی کردن در همه موارد، مانند روابط عاشقانه یا محیط کار و از جمله جلسات مشاوره می‌شود و رفتاری کم و بیش آگاهانه است. در حالی که برون ریزی در معنی نقش بازی کردن تنها شامل جلسات مشاوره شده و یک رفتار ناخودآگاه است. با این حال در گستره زمان و مکان این معانی با هم مخلوط شده و در تعریف دقیق این اصطلاح پراکندگی وجود دارد.[۱]